# ケダイネイ合同

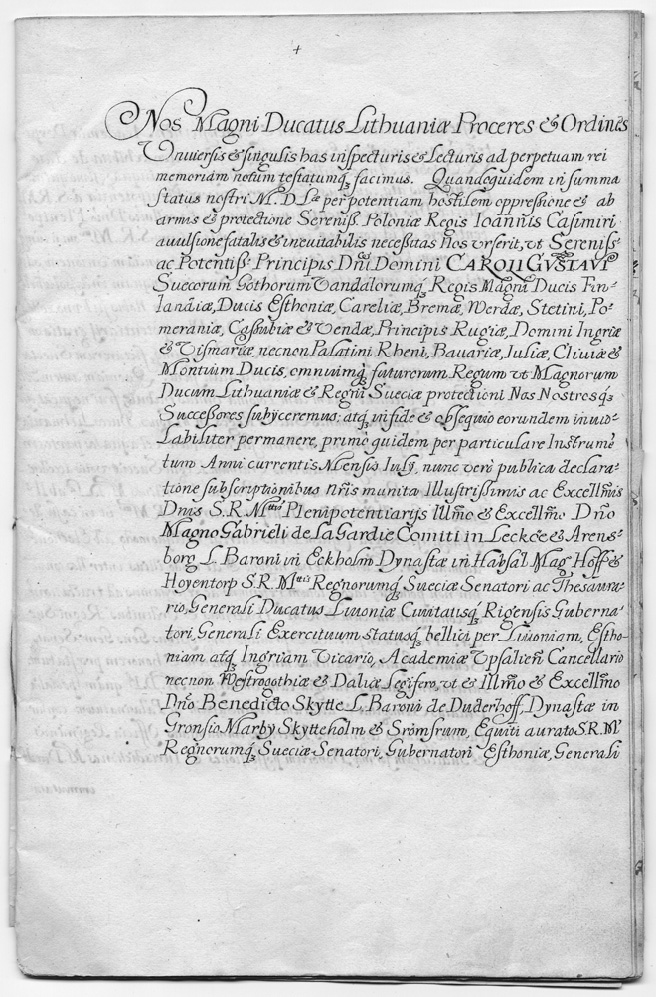
ラテン語で書かれた協定の条文

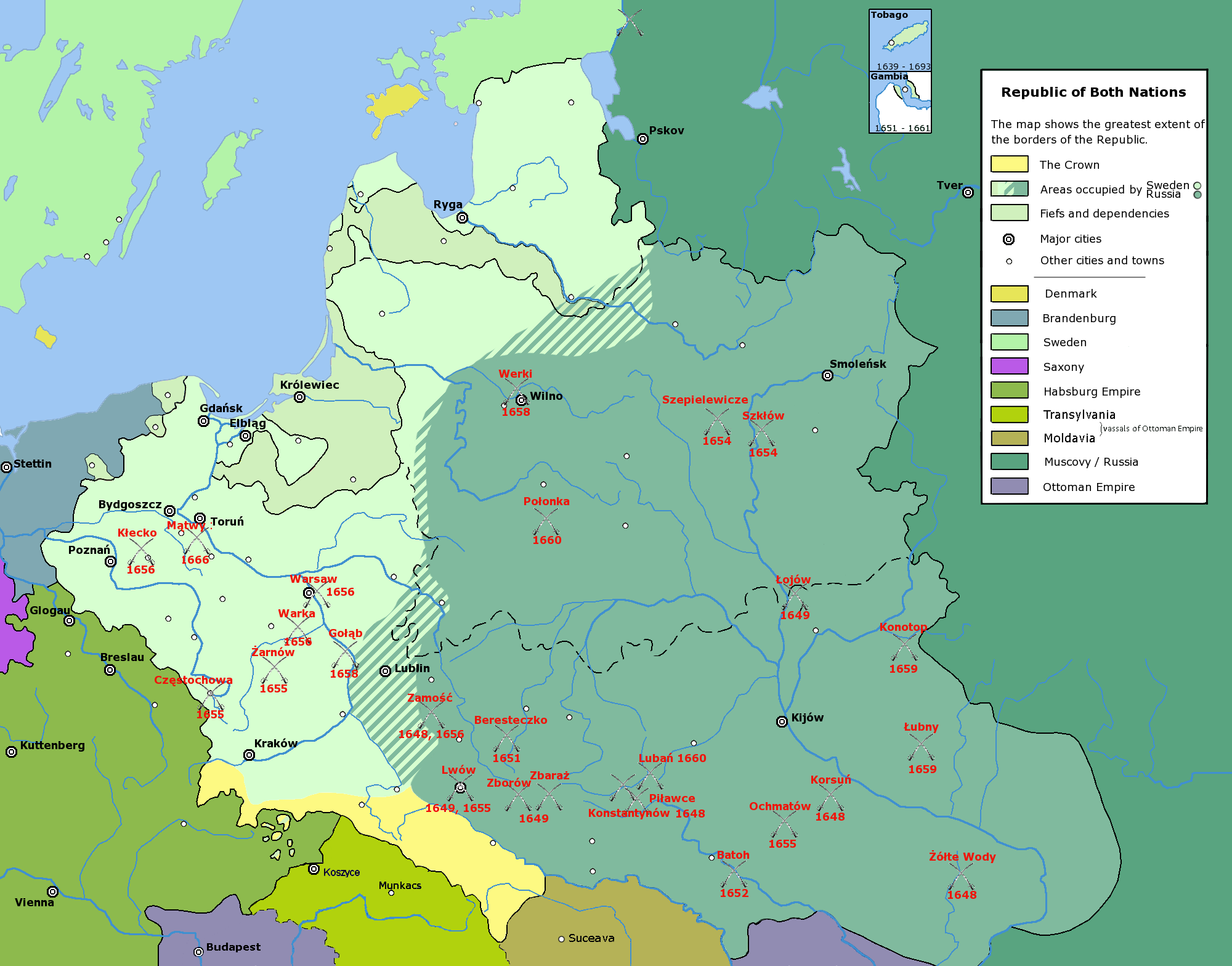
大洪水時代のポーランド・リトアニア共和国

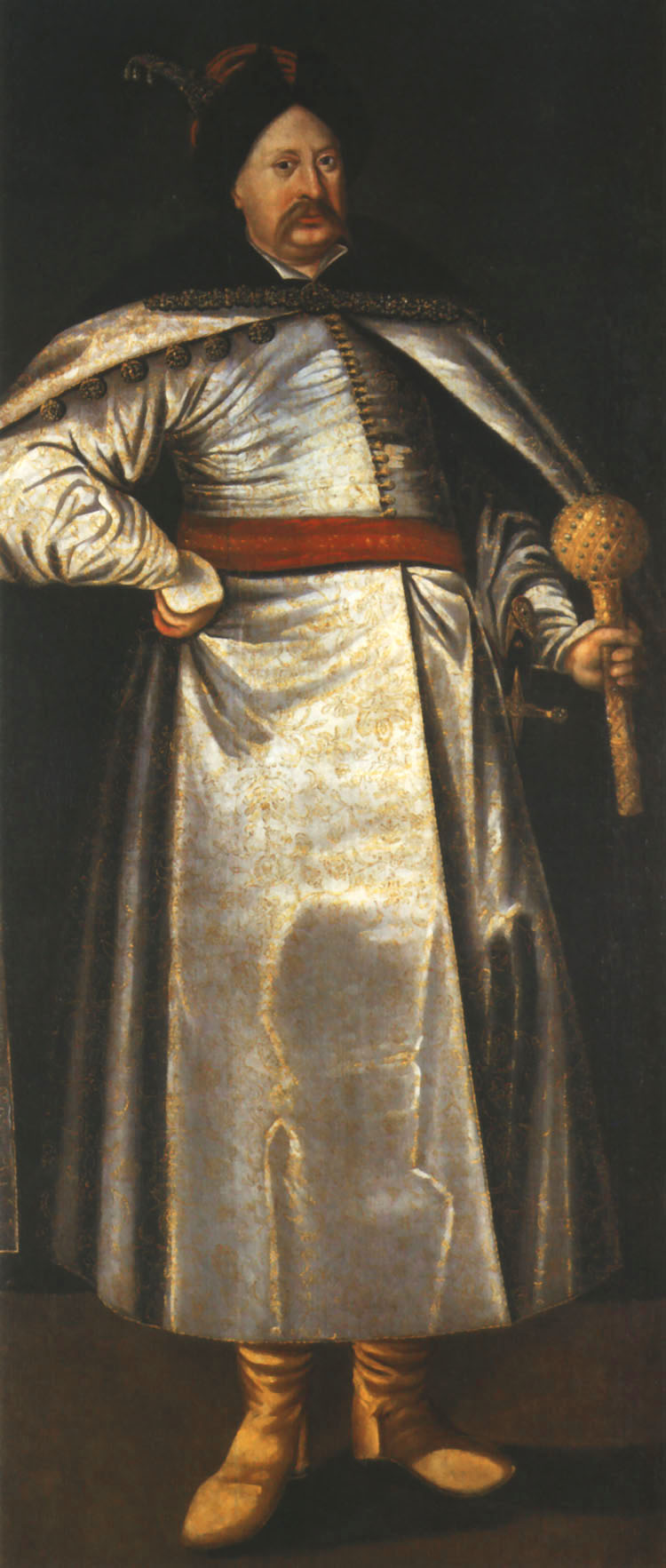
ヤヌシュ・ラジヴィウ

ケダイネイ合同（ケダイネイごうどう、リトアニア語: Kėdainių unija or Kėdainių sutartis、ポーランド語: Umowa Kiejdańska）は、「大洪水」の最中の1655年、リトアニア大公国の一部の大貴族（マグナート）と、スウェーデン王カール10世グスタフとの間で結ばれた条約。リトアニア・スウェーデン合同とも呼ばれる。ポーランド・リトアニア共和国体制を解消し、リトアニア大公国から2つの公国を分割独立させたうえで、これをラジヴィウ家に統治させ、残りの大公国領をスウェーデンの保護国とすることを狙いとしていた。この条約は、カール10世による共和国の分割支配の企みだったが、共闘国はそれを拒否し、さらにポーランドとリトアニアの両国での民衆蜂起を引き起こし、スウェーデンの軍事支配とラジヴィウ家の影響力が排除され、またヴァルカの戦い及びプロストキの戦いでスウェーデン軍が敗退したことにより、実現することはなかった。

## 概要
ラジヴィウ家は莫大な領地を所有していたが、ポーランド・リトアニア共和国の政治体制においては一般の貴族身分（シュラフタ）と同格でしかない、マグナートの地位に置かれていることに不満を抱いていた。このため、ラジヴィウ一族と国王政府の利害関心には懸隔が生じるようになっていた。
1654年、スウェーデンとモスクワ・ロシアによる共和国への侵攻（いわゆる大洪水）が始まると、一族内の有力者であったヤヌシュ・ラジヴィウとその従弟ボグスワフ・ラジヴィウは、ポーランドによるリトアニア支配を正当化しているポーランド・リトアニア共和国を解消するために、スウェーデン王カール10世グスタフと外交交渉を開始した。当時のリトアニア大公国はスウェーデンとロシアから挟撃されており、この地域における国王政府の支配力は無に等しかった。ヤヌシュを最高軍司令官とするリトアニア軍は一度も戦火を交えることなくスウェーデン軍に降伏し、国内は外国軍の手に落ちた。リトアニア西部地域と共にポーランド王冠領の大部分がスウェーデン軍の占領下におかれ、リトアニア大公国の大部分（ジェマイティアと、スヴァルキヤおよびアウクシュタイティヤの一部を除く）がロシア軍の占領支配を受けた。加えて、ウクライナはフメリニツキーの乱のために混乱状態にあった。
1655年10月10日、ヤヌシュとボグスワフ・ラジヴィウは彼らが所有するケダイネイの城で、スウェーデンとの条約に調印した。この条約によれば、リトアニアの全貴族身分の代表を名のる2人の同意のもと、ポーランド・リトアニア連合国家は法的に無効となり、リトアニアは独立した。対ロシア戦争の軍事支援を受ける代償として、リトアニア大公国はスウェーデンの保護国となり、両国は同君連合を組織する。さらに、ラジヴィウ家は大公国内にある一族の所領を独立した公国という形で譲渡され、リトアニアの貴族たちはこれまで通りその自由と特権を維持する。
しかし、この条約が実行に移されることはなかった。条約の主唱者であるヤヌシュ・ラジヴィウは調印から2か月後の12月31日に、ポーランド王・リトアニア大公であるヤン2世カジミェシュを支持する軍勢に包囲されたティコツィンの城で死去した。彼の死の直後に同城を占拠したヤン・パヴェウ・サピェハは、直ちにヤヌシュ・ラジヴィウが帯びていたリトアニア大ヘトマンの地位を与えられた。カール10世は1656年の「ワルシャワの戦い」でポーランド・ロシア連合軍を撃破したものの、間もなく同盟者のブランデンブルク選帝侯が離反し、スウェーデンの同盟国は無きに等しくなり、共闘国による分割支配は潰えることとなった。さらにフメリニツキーの乱が一段落したこともあり、戦局は一変し、ポーランドで発生した民衆蜂起がスウェーデンの軍事支配に対する抵抗運動として開始された。南部チェンストホヴァの「ヤスナ・グラの戦い」でスウェーデン軍の進撃を食い止めた後、リトアニアを占領していたスウェーデン軍も同盟者が脱落して行く中、同様の民衆反乱によって蹴散らされるはめになった。僅かに従っていたボグスワフの軍もスウェーデン軍と共に「ヴァルカの戦い」および「プロストキの戦い」で相次いで敗れ、さらにスウェーデンは共和国だけでなくこの情勢に付け込んだデンマーク、モスクワ・ロシアとの戦争まで引き起こし、リトアニアを保護下におくなど完全に不可能な事態に陥った。共和国を上げた大反撃の前にスウェーデン軍は為す術もなくなり、敗北とポーランド・リトアニア共和国領内からの事実上の撤退（1657年。カール10世は、共和国支配の野心を捨て切れなかったが、最低限の戦争目的であったスウェーデン王位継承権を巡るポーランド王との長年の争いに関しては解消の見込みが立った様に思われたことや、北方戦争の激化によって1659年に完全に撤退することとなった）は、ヤヌシュの従弟で生き残っていたボグスワフの野心を完全に潰えさせた。ボグスワフはプロストキの戦いで自軍を壊滅させてしまい、1669年に亡命先のケーニヒスベルクで死んだ。
これ以降、ラジヴィウ家の権勢は衰退の一途をたどった。ポーランド・リトアニア共和国では、ボグスワフは貴族仲間から投げつけられた悪口「シラミ（Gnida）」、ヤヌシュも「裏切り者（Zdrajca）」の呼称でそれぞれ知られている。ラジヴィウ家にはミハウ・カジミェシュ・ラジヴィウのように一貫して共和国側に立って戦った者もいたが、2人の行いは彼のようなメンバーの「貢献」を覆い隠すほどの売国行為として、共和国の歴史的記憶に刻まれたのである。

## 評価
同時代人の目には裏切りとしか映らなかったとしても、実現しなかったスウェーデン・リトアニア間の連合は現代的視点からは違った評価を下すことも可能である。一部の人々はスウェーデンとの条約はヤヌシュ・ラジヴィウの政治的野望の所産というより、むしろ彼の「現実主義」が結ばせたものだと主張している。また別の人々は、ヤヌシュの政策はロシアの脅威に対抗するために強力な同盟者を求めた結果だとしている。この説の支持者は、2つの全面戦争を戦う余裕がリトアニア大公国に無かったにもかかわらず、ポーランド側が財政面でも軍事面でも援助をしなかったことで、この方法を採らざるを得なくなったのだと指摘する。結局、スウェーデン人の支配者がロシア人のそれよりましだとは言えないことがこの戦争で証明された以上、この選択は誤りだったといえる（スウェーデン軍の侵攻は、共和国の経済を圧迫し、多くの都市、農村が破壊されるなど、共和国の荒廃に結果的に荷担したことがその証明となった）。
一方で、カール10世による連合の野心は、ポーランド・リトアニア共和国の分裂を計った最初の事例であった。初期の分割は、共和国の未だ健在であった軍事力によって粉砕されたものの、これは共和国内における独立勢力が他国の勢力と同盟を結び共和国を混乱に陥らす端緒となった。ポーランド・リトアニア共和国が1569年に成立した時、リトアニア大公国は、ロシアの脅威に対抗するために、強力な同盟者であったポーランドとルブリン合同を結んで両国が統合されることでリトアニア大公国の独立が維持出来た側面があった。しかし大洪水時代においては、ポーランド側がその盟約を果たさなかったことが、リトアニア大公国の大貴族に裏切り行為と捉えかねない様な行動に向かわせたとも言える。ポーランドに対する信用の失墜は、リトアニア大公国においては共和国からの離反を押し止めることが出来たものの、ヘーチマン国家ではウクライナ・コサックがロシアと結びつき、セイムが批准したポーランド・リトアニア・ルテニア共和国創設の構想を拒否し、ロシアとの戦争の末、ヘーチマン国家が共和国とロシアとの間で分割されてしまう結果となった（アンドルソヴォ条約）。
こうした共和国からの離反は、やがて近隣諸国からの介入を招く原因となった。18世紀に入ると、リトアニアでの内戦を契機に再びスウェーデンと結託する者が現れ、講じて共和国に傀儡政権を立てられるなど大北方戦争において共和国の没落を招くこととなり、戦後は、ポーランド王位を巡る争いから内政干渉を度々受けることとなり、ポーランドの内政改革に反対した抵抗勢力に周囲の大国が荷担し、やがて共和国を消滅させることになる「ポーランド分割」への道を歩んで行くこととなる。